# Afriqiyah Airways
Afriqiyah Airways (араб. الخطوط الجوية الأفريقية‎) — ливийская государственная авиакомпания со штаб-квартирой в городе Триполи, работающая на рынке внутренних коммерческих авиаперевозок между Триполи и Бенгази и выполняющая регулярные международные рейсы в более 25 стран Европы, Азии, Африки и Ближнего Востока. Аэропортом базирования авиакомпании и её главным (транзитным узлом) является Международный аэропорт Триполи.
Afriqiyah Airways является полноправным членом Арабской организации авиаперевозчиков.

## История

### 2001—2011 гг.
Авиакомпания Afriqiyah Airways была основана в апреле 2001 года и начала выполнять регулярные рейсы 1 декабря 2001 года. Название Afriqiyah происходит от арабского слова «африканские». Он полностью принадлежит ливийскому правительству и насчитывает 287 сотрудников (по состоянию на март 2007 г.). Авиакомпания начинала с самолётов Boeing 737-400, но в 2003 году был введен парк, полностью состоящий из Airbus. Итальянская авиакомпания Blue Panorama Airlines создала авиакомпанию совместно с правительством Ливии. Afriqiyah Airways — одна из немногих авиакомпаний, не предлагающих алкогольные напитки на своих рейсах.
По результатам 2006 года авиакомпания объявила о чистой прибыли в 120 млн долларов США.

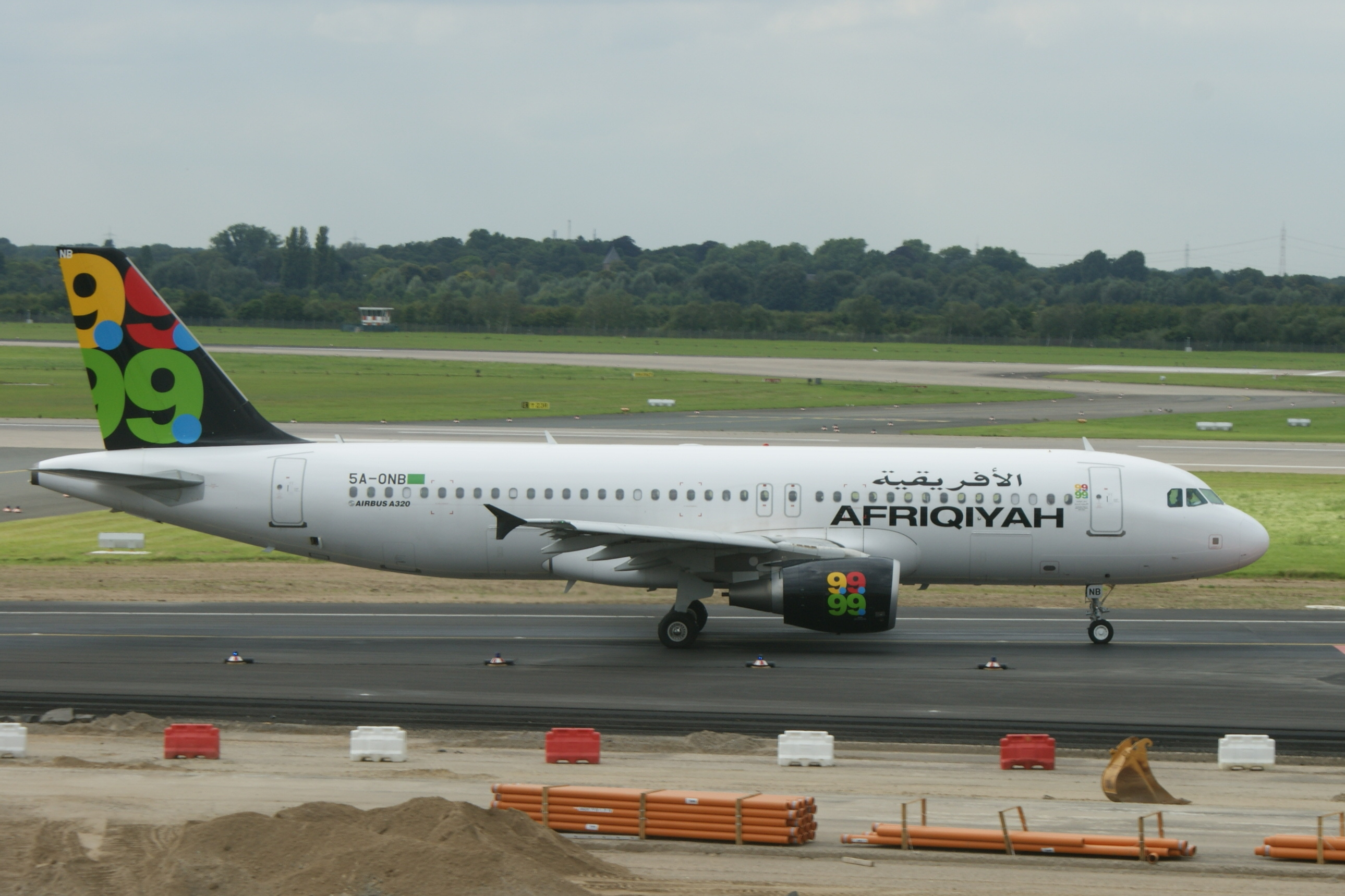
Airbus A320 авиакомпании Afriqiyah Airways в Международном аэропорту Дюссельдорф, в старой ливрее.

Afriqiyah Airways подписала Меморандум о взаимопонимании по покупке шести Airbus A320 и трех Airbus A319 плюс опцион на пять, а также трех Airbus A330-200 с опционом на три.
Новые A320 и A319 поступили в эксплуатацию в растущей международной сети Afriqiyah, охватывающей маршруты от её базы в Триполи до семнадцати пунктов назначения в Северной, Западной и Центральной Африке и на Ближнем Востоке, а также в пункты назначения в Европе, такие как Париж, Брюссель, Лондон, Рим и Амстердам. A319 Afriqiyah перевозит 124 пассажира в двухклассной конфигурации, а A320 вмещает 144 пассажира в двухклассной конфигурации (J16 / Y128). Самолёты А330 обслуживают междугородные перевозки по маршрутам в Южную Африку, Азию и Европу и имеют двухклассную конфигурацию на 230 мест (J30 / Y200). С 2015 года авиакомпания больше не выполняет рейсы по некоторым из этих направлений.
20 августа 2009 года самолёт Air Afriqiyah (регистрационный номер 5A-IAY) — частный самолёт полковника Каддафи — вылетел в аэропорт Глазго, чтобы забрать Абельбассета аль-Меграхи (который был осужден за взрыв в Локерби в 1988 году и освобожден из соображений сострадания Секретарь кабинета юстиции в правительстве Шотландии). Его доставили прямо из Глазго в Триполи.
Три А330, поставленные в 2009 году, были использованы для открытия новых маршрутов в Дакку, Йоханнесбург и Киншасу. Зимой 2010 года к сети авиакомпании добавились два новых маршрута — Пекин и Нуакшот.
В середине октября 2010 года ожидалось, что Afriqiyah Airways и Libyan Airlines (другой государственный авиаперевозчик Ливии) объединятся в одну авиакомпанию, и, хотя это и отложено, слияние все ещё планируется.

### 2011 г.
В результате гражданской войны в Ливии и образовавшейся бесполетной зоны над страной, установленной НАТО, в соответствии с резолюцией 1973 Совета Безопасности ООН, все полеты авиакомпании Afriqiyah Airways были прекращены 17 марта 2011 года.
Пункт 17 резолюции ООН прямо запрещает полеты в страны-члены ООН на самолётах, зарегистрированных в Ливии (5A). Это должно было быть отменено, когда 22 сентября 2011 года Afriqiyah Airways была официально «несанкционирована», когда воздушным судам, зарегистрированным в Ливии, снова нужно было разрешить въезд в воздушное пространство ЕС. Этого не произошло, и до 5 марта 2013 года, однако, не было объявлено о таком послаблении, и зарегистрированным в Ливии самолётам по-прежнему запрещен въезд в Европу, даже если они пролетают воздушное пространство. Маршрут Триполи — Стамбул должен идти дальше на восток, через Александрию, что добавляет час в каждую сторону к времени сектора. Afriqiyah Airways объявила, что они ожидают возобновления полетов между Триполи и Лондоном к концу года при условии выдачи соответствующих разрешений на воздушный транспорт и безопасность с использованием оборудования A320. Однако полеты не возобновлялись до 3 июля 2012 года. Чтобы обойти запрет ЕС, Afriqiyah арендовала A320 (ER-AXP) у Air Moldova, который соответствует требованиям ЕС.

### После 2011 г.
После сильных страданий во время войны компания Afriqiyah Airways выразила новый оптимизм в отношении будущего 12 ноября 2012 года, когда она увеличила свой заказ на самолёт А350, объявив о новом твердом заказе на четыре А350-900 и преобразовав свой первоначальный заказ на шесть А350-800. в шесть из более крупных моделей A350-900, в результате чего общее количество заказанных A350 увеличится до 10 A350-900. Поставки запланированы на 2020 год, и авиакомпания планирует развернуть самолёт на новых маршрутах в США, Ближний Восток и Азию.
19 декабря 2012 года авиакомпания представила свою новую раскраску с белым фюзеляжем и чёрным хвостовым плавником, украшенным тремя синими полосами, представляющими собой отметины на шее горлицы. Этот дизайн заменит прежнюю ливрею с логотипом 9.9.99 на киле.
Хаб авиакомпании, международный аэропорт Триполи, был закрыт с 13 июля 2014 года и по-прежнему закрыт с октября 2016 года. В настоящее время Afriqiyah Airways управляет небольшой маршрутной сетью из международного аэропорта Митига.

## Логотип

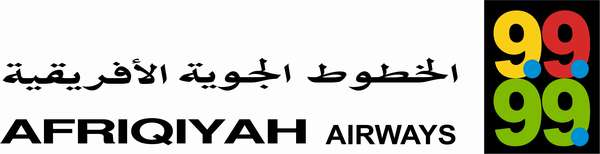
Старый логотип авиакомпании.

Логотип эпохи Каддафи 9.9.99 на борту самолёта Afriqiyah относится к дате подписания Сиртской декларации 9 сентября 1999 года. Декларация ознаменовала создание Африканского союза. По приказу Муаммара Каддафи на фюзеляже всех самолётов была указана дата основания авиакомпании. Том Литтл из Libya Herald сказал, что «Каддафи считал это заявление одним из своих самых гордых достижений».
В 2012 году авиакомпания решила использовать новый брендинг, чтобы заменить предыдущий с его подтекстом Каддафи. Саид Аль-Баруни, менеджер по бортовым услугам и кейтерингу, создал новый логотип, который был выбран из шестидесяти других кандидатов. Новый логотип Аль-Баруни основан на отметинах горлицы. Новый бренд был представлен 19 декабря 2012 года в отеле Rixos Al Nasr в Триполи.

## Флот

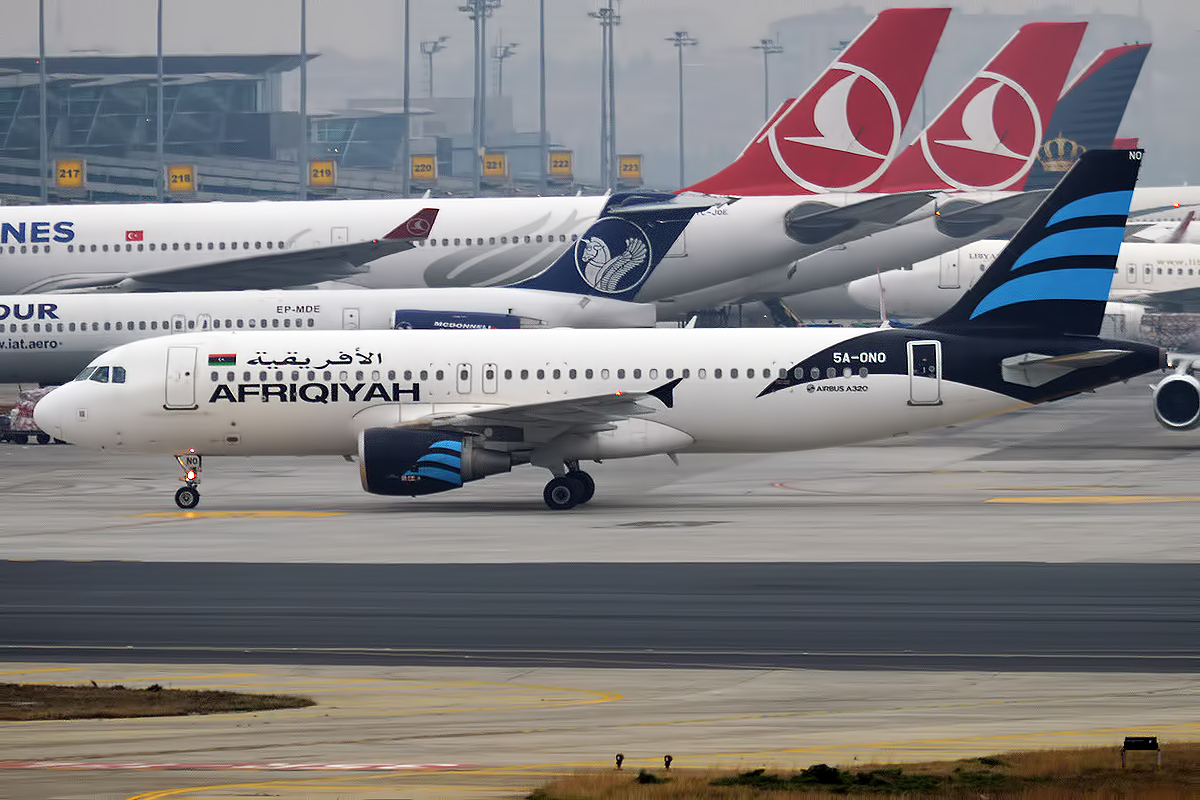
Airbus A320 Afriqiyah Airways в аэропорту Ататюрка

По состоянию на январь 2021 года воздушный флот авиакомпании Afriqiyah Airways составляли следующие самолёты:
В декабре 2008 года средний возраст воздушного парка авиакомпании составлял 6,9 лет.

### Ранее эксплуатировавшиеся
- Boeing 737-400
- Airbus A300-600

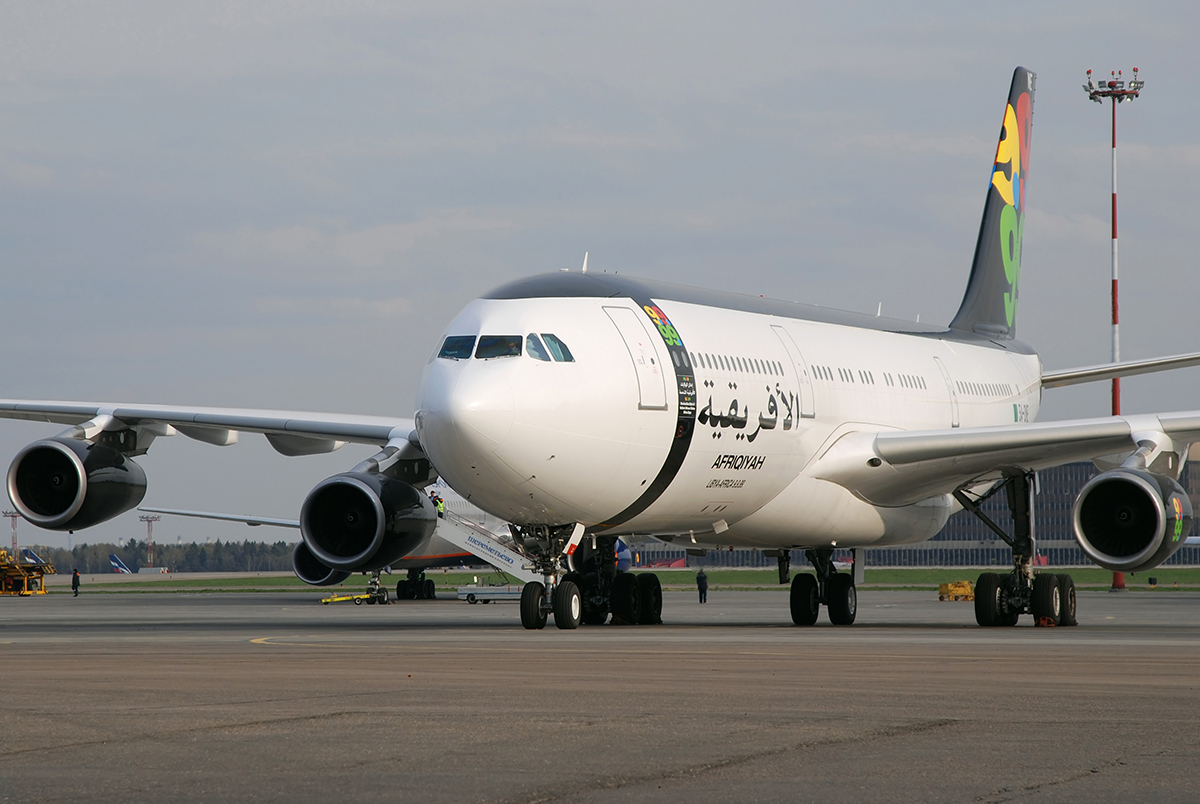
Airbus A340 Afriqiyah Airways, использовавшийся как личный самолёт Муаммара Каддафи, 2007 год.

- Один Airbus A340-200 (борт. номер — 5A-ONE)[25] был окрашен в цвета авиакомпании и с 2003 по 2011 год эксплуатировался как частный самолёт ливийского лидера Муаммара Каддафи с роскошным VIP-салоном.[26] Он был поврежден во время боя у международного аэропорта Триполи. Ныне борт хранится с марта 2014 года в Аэропорту Перпиньян-Ривесальт[англ.], Франция.[27][28]

## Авиапроисшествия и несчастные случаи
- 12 мая 2010 года в 04:10 по всемирному координированному времени (06:10 по местному времени) Airbus A330-200, следующий регулярным рейсом 771 Международный аэропорт имени О. Р. Тамбо — Международный аэропорт Триполи разбился при заходе на посадку в аэропорту назначения. По предварительным данным погибло 93 пассажира и 11 членов экипажа[29][30]. Позднее в средствах массовой информации появилась информация о выжившем восьмилетнем ребёнке из Нидерландов[31].
- 23 декабря 2016 года был угнан самолёт A320, принадлежащий компании.